# سينسيناتوس (نيويورك)
سينسيناتوس (بالإنجليزية: Cincinnatus, New York)‏ هي بلدة أمريكية تقع في الولايات المتحدة في مقاطعة كورتلاند، نيويورك. يقدر عدد سكانها بـ 1,056 نسمة ومساحتها 66.0 كم2 وترتفع عن سطح البحر 337 متر.

## أعلام
- جيريمياه دبليو. دوايت